# Clyde Eugene Merritt
Clyde Eugene Merritt, dit Gene Merritt, né le 30 novembre 1936 à Columbia (Caroline du Sud) et mort le 16 mai 2015 à York (Caroline du Sud), est un dessinateur d'art brut américain.

## Biographie
Gene Merritt souffre d'un handicap mental consécutif à une forte fièvre due à une pneumonie lorsqu'il a cinq ans. Son enfance est marquée par l’alcoolisme de ses parents et le suicide de sa mère alors qu'il a douze ans. Après la disparition de sa mère, il s’établit avec son père à Fort Mill et sombre à son tour dans l’alcool. Incapable de suivre une scolarité normale, il exerce quantité de petits boulots, emballeur dans une épicerie, cireur de chaussures, homme à tout faire dans un cinéma. Passionné par les systèmes électroniques, il joue également de la guitare dans des petits orchestres. En 1972, à l’âge de trente-six ans, il perd son père et se retrouve seul et dépendant des services sociaux. Placé dans une famille d’accueil, il s’installe alors dans une caravane au fond de leur jardin, à Rock Hill, où il vit pendant quinze ans.
En 1992, à 56 ans, il se met à réaliser ses premiers dessins au stylo-bille sur des sets de table ou des feuilles de cahier, qu'il échange contre un café ou, parfois, un repas. Ses dessins sont inspirés d'images de vedettes de la télévision, du cinéma ou de la musique dont il reproduit le visage, le plus souvent de mémoire. Il dessine également des animaux et des véhicules. Ses dessins les plus anciens sont composés d’une multitude de fragments, comme des puzzles, et portent une brève légende entre parenthèses ou entre crochets comprenant le nom de la personne représentée, la date du dernier jour du mois et celle d'un an ou deux dans le futur, ainsi que son autographe (Gene's Art's Inc's ou des variantes). Au fil du temps, son dessin se simplifie et ses portraits se font plus lisses. À partir de 1998, il est logé dans une maison mise à sa disposition par une organisation caritative, où il vit entouré de deux téléviseurs, le plus souvent allumés en même temps.